# رادا في شيانتي
43°29′11″N 11°18′10″E / 43.4864262°N 11.3027097°E

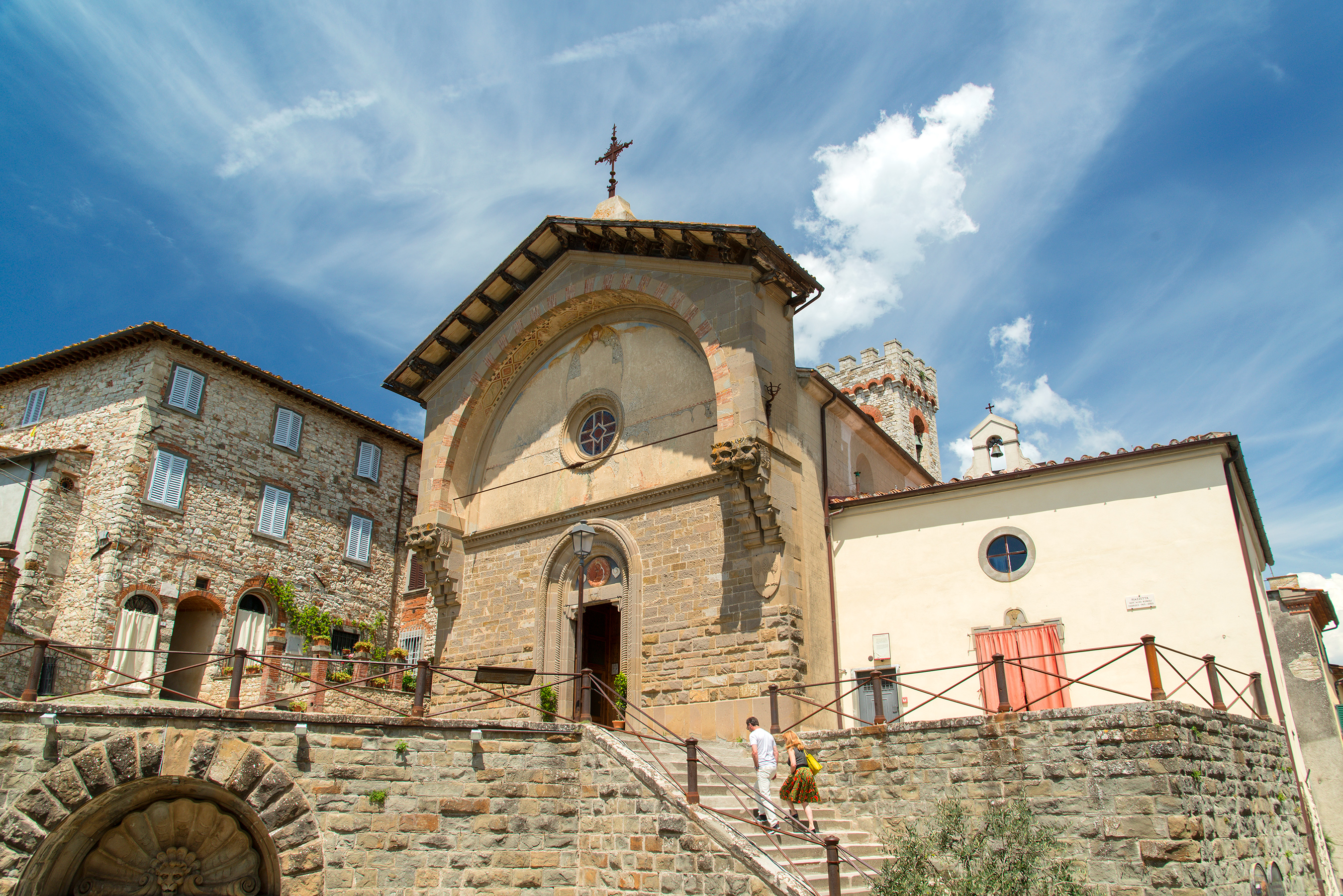
Propositura di San Niccola in Radda

ردا في كيانتي هي بلدية في مقاطعة سيينا في المنطقة الإيطالية توسكانا، وتقع حوالي 35 كم جنوب شرق فلورنسا وحوالي 15 كم شمال سيينا. تحد ردا في كيانتي البلديات التالية: كاستلينا في كيانتي، كاستلنوفو بيراردينغا، كافريليا، غايولي في كيانتي، غريف في كيانتي.

## المدن التوأمة
- سان بريس، فرنسا

## وصلات خارجية
قالب:مراجع أولية
- الموقع الرسمي
- موقع كيانتي ستوريكو (مكتب معلومات السياحة)

قالب:مراجع أخيرة
قالب:بلديات مقاطعة سيينا